# Timoniere

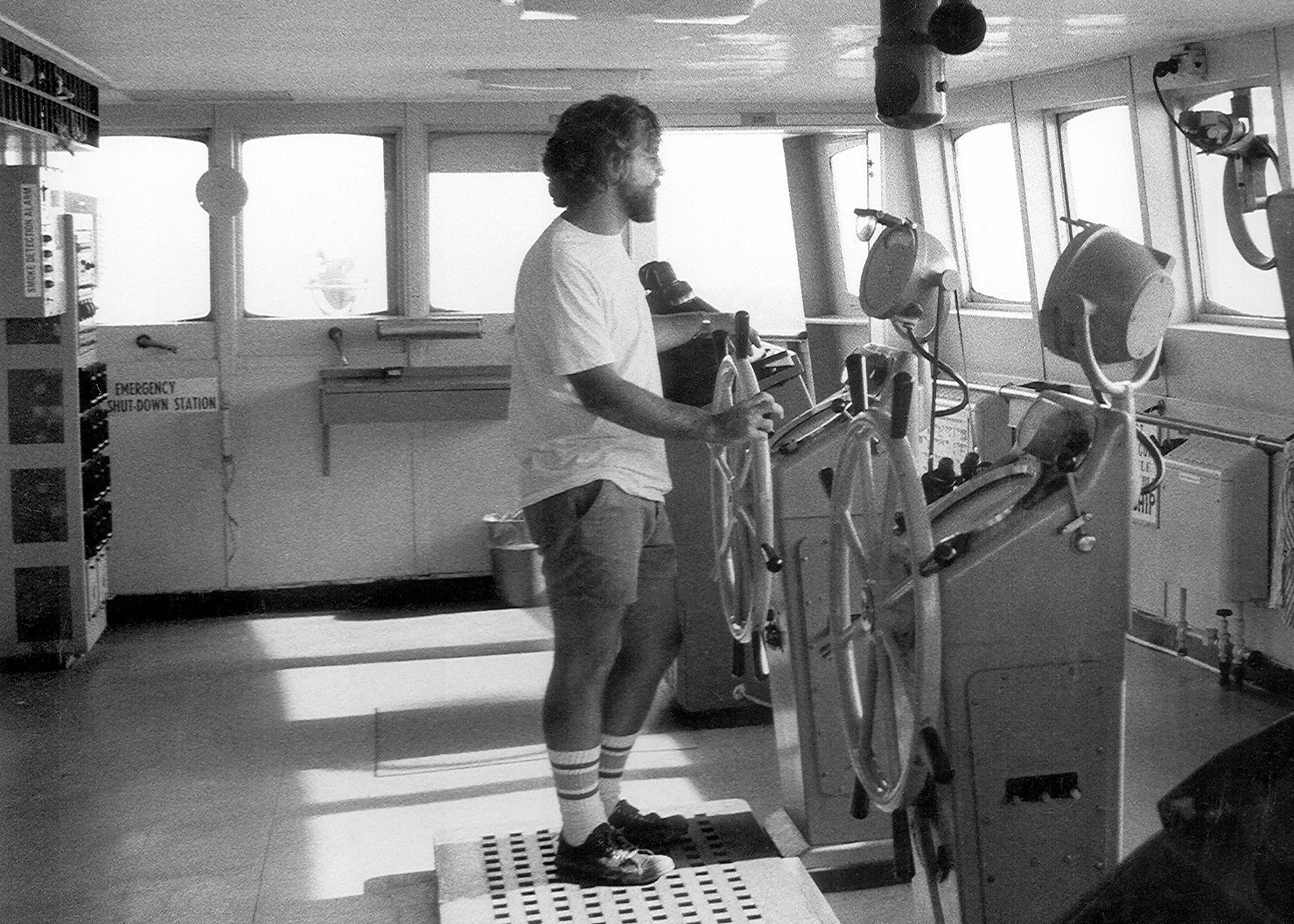
Il timoniere di una nave

Il timoniere è un membro dell'equipaggio di un'imbarcazione, addetto alla manovra del timone. Tra i timonieri di una nave il timoniere di manovra è un incarico di fiducia ricoperto da un esperto timoniere per le manovre di entrata e di uscita dai porti o, più generalmente, per la navigazione in tratti di mare resi pericolosi dalla presenza di numerosi ostacoli, a differenza di un normale timoniere comunemente chiamato a governare in acque aperte. La Convenzione internazionale sugli standard di addestramento, abilitazione e tenuta della guardia per i marittimi richiede che un timoniere sia in grado di comprendere e rispondere agli ordini riguardante il timone in inglese.
La proliferazione di sistemi di pilota automatico e la maggiore informatizzazione delle operazioni sul ponte di una nave diminuiscono la necessità di timonieri di guardia in mare aperto.
Visto che il timoniere è colui che conduce materialmente la nave sulla giusta rotta, non di rado il termine è associato a importanti personalità del campo politico. In tale accezione metaforica, Mao Zedong era ad esempio detto "il Grande Timoniere".

## Il governo della nave
Governare una nave in modo efficace richiede abilità acquisite attraverso la formazione e l'esperienza. Un timoniere esperto ha un acuto senso di come una particolare nave risponderà al timone o di come le diverse condizioni del mare influiscano sul governo. Ad esempio, l'esperienza insegna a un timoniere la capacità di correggere il timone prima che una nave cada sostanzialmente fuori rotta. Ciò richiede la capacità di anticipare il ritardo tra il momento in cui viene applicato il timone e il momento in cui la nave risponde al timone. Allo stesso modo, un abile timoniere eviterà di compensare eccessivamente il movimento di una nave causato da condizioni locali, come vento, onde, correnti o mare mosso.

## Simulazione al computer
I simulatori basati su computer forniscono un ambiente di formazione per l'apprendimento delle capacità di governo di una nave. La formazione può essere programmata per replicare una varietà di dimensioni di navi e condizioni ambientali. Gli scenari rappresentati nella grafica 3-D vanno dalla correzione della rotta in acque aperte alle manovre in porto, fiumi o in acque poco profonde. Il costo rispetto a una nave reale è basso. I marinai apprendono come rispondere nelle situazioni pericolose nella sicurezza di un ambiente virtuale.
I simulatori incorporano bussole magnetiche e giroscopiche per il governo e inoltre, fa parte della configurazione un indicatore dell'angolo del timone che risponde in modo appropriato al timone.
Tuttavia la tecnologia consente anche una moltitudine di postazioni di lavoro più piccole in un ambiente scolastico. Gli amministratori collegano in rete le postazioni di lavoro degli allievi in modo che l'istruttore possa avviare scenari individuali in ogni postazione. I modelli al computer vengono utilizzati per simulare con precisione condizioni come vento, mare e correnti. Inoltre, possono essere rappresentati anche gli effetti delle acque poco profonde o altre forze idrodinamiche, come le navi che passano vicine l'una all'altra. Un'applicazione per computer registra le sessioni di formazione, complete di comandi vocali emessi dall'istruttore che vengono ricevuti dagli allievi tramite un auricolare.

## Formazione professionale
L'addestramento alla navigazione è fondamentale per un timoniere che sviluppa la capacità di "percepire" o anticipare come una nave risponderà in condizioni diverse. Il timoniere esperto utilizza risposte misurate alle condizioni del mare, anche in caso di condizioni meteorologiche avverse che possono causare il beccheggio e il rollio di una nave mentre si fa strada tra le onde in arrivo. Successivamente, il timoniere impara a tenere in considerazione il ritmo naturale della nave. L'applicazione del timone minimo richiesto per governare una rotta riduce la resistenza della nave, influendo così favorevolmente sulla velocità della nave e sui costi operativi.
Uno dei compiti più importanti del timoniere è governare una nave in un porto o in un porto quando le velocità ridotte rallentano la risposta di una nave al timone. Perché è durante gli arrivi e le partenze delle navi, quando si verificano la maggior parte delle collisioni. Una comunicazione chiara, tra l'ufficiale di plancia e il timoniere è essenziale per operazioni sicure. L'ufficiale, o il pilota del porto si affida al timoniere per eseguire in modo impeccabile i comandi di governo per evitare una serie di pericoli, inclusi ostacoli artificiali, formazioni di terra, incagliamento in acque poco profonde e la minaccia di collisione con altre navi. Inoltre, le potenti maree e le correnti fluviali incontrate nei porti marittimi aumentano i pericoli della navigazione, poiché la capacità di fermarsi di una nave è fortemente limitata.
I timonieri delle navi mercantili e militari in navigazione stanno di guardia al timone per un determinato periodo di tempo prima di essere sostituiti da un altro timoniere di guardia. La persona che viene rilevata completerà qualsiasi cambio di rotta o altra manovra critica in corso prima di consegnare il timone a chi lo sostituisce in plancia.

## Nella vela
Nell'imbarcazione a vela le sue principali funzioni sono: orzare il timone e poggiare il timone. In imbarcazioni piccole (tipicamente nelle derive) un unico membro dell'equipaggio può ricoprire il ruolo sia del timoniere sia del randista.

## Nel canottaggio
Il termine è usato anche nel canottaggio per indicare quel membro dell'equipaggio che ha il compito di condurre la barca, inoltre marcando il tempo ai rematori, (il ritmo o tempo della vogata è dato dal capovoga). Solitamente la sua posizione è a poppa. Nelle competizioni internazionali il timoniere è premiato con le medaglie al pari degli atleti e non sono rari i casi in cui alcuni timonieri acquisiscano una certa notorietà, si veda il caso del timoniere dei fratelli Abbagnale, il salernitano Giuseppe Di Capua detto Peppiniello.
Il compito principale di un timoniere è quello di garantire la sicurezza dell'equipaggio della barca. In un ambiente di gara, il timoniere ha il compito di motivare la squadra ed è anche tenuto a conoscere la corretta tecnica di voga e l'esecuzione di esercitazioni per migliorare la tecnica.
Il timoniere è l'allenatore in barca e durante una gara il successo dipende dalla forza fisica e mentale dei vogatori e dal modo in cui il timoniere motiva i rematori.
Nel canottaggio il genere del timoniere deve essere libero in modo che l'equipaggio maschile possa essere timonato da una donna e l'equipaggio femminile da un uomo. Il peso minimo per un timoniere con la divisa da gara è di 55 Kg.

## Regia Marina
Nella Regia Marina immediatamente dopo la Proclamazione del Regno d'Italia il timoniere era il grado più alto della truppa della categoria marinai. Nel 1868 con la costituzione della categoria dei timonieri i grado della nuova categoria erano capo di timoneria di 1ª e 2ª classe e allievo di timoneria; i gradi di capo di timoneria di 1ª e 2ª classe facevano parte dei sottufficiali ed erano omologhi al nocchiere di 2ª e 3ª classe della categoria marinai, mentre l'allievo di timoneria faceva parte della truppa.
Nel 1878 con la Legge Brin vennero introdotti per tutte le categoria i gradi di capo di 1ª, 2ª e 3ª classe, di secondo capo e di sottocapo. seguiti dalla denominazione della categoria; in alcune categorie la denominazione era diversa. Il grado di secondo capo e di sottocapo erano omologhi rispettivamente al sergente e al caporal maggiore del Regio Esercito. Tra i timonieri i gradi erano quelli 
capo timoniere di 1ª, 2ª e 3ª classe, secondo capo timoniere, sottocapo timoniere e timoniere; nella categoria marinai i gradi di capo timoniere di 1ª, 2ª e 3ª classe erano omologhi ai gradi di nocchiere di 1ª, 2ª e 3ª classe, il grado sottocapo timoniere era corrispondente al secondo nocchiere, il sottocapo timoniere al sottonocchiere e il timoniere al marinaio di 1ª classe, successivamente rinominato marinaio scelto.
Il 4 luglio 1882 venne stabilito che i sottufficiali della categoria Timonieri potessero conseguire il passaggio ad ufficiale, con la nomina a guardiamarina, mediante la frequenza al 3º e 4º corso normale dell'Accademia Navale dopo aver superato un esame di ammissione; la buona condotta, il periodo di imbarco, l'età e il superamento dell'esame di ammissione erano requisiti necessari per accedere alla nuova carriera. Da parte della Regina Marina questo era un efficace escamotage al fine di aumentare il numero degli ufficiali di vascello, specie nei gradi subalterni, il cui organico era fortemente deficitario.

## Marina Militare
Nella Marina Militare Italiana il timoniere è un militare della categoria nocchieri.